# Canal Stockalper
Le canal Stockalper est une voie d’eau artificielle située en Suisse. Entre Collombey-Muraz et Le Bouveret ce canal longe la rive gauche du Rhône jusqu’à son embouchure dans le Lac Léman, ceci pour une longueur totale de 14,7 km.
Destiné au transport de marchandises (en particulier celui du sel), une première section de ce canal (de Collombey à Vouvry, soit 8,5 km) a été creusée entre 1651 à 1659 sous l’impulsion de Gaspard Jodoc Stockalper qui en attendait des avantages économiques substantiels pour le pays et pour lui-même. La prolongation jusqu’au Léman a été réalisée en 1874.
Sa destination première de voie navigable a progressivement été détournée pour servir à l’assainissement de la plaine du Rhône.
Un ambitieux projet de prolongation du canal jusqu’à Brigue comportant 80 écluses de 3 m de chute a été étudié par Nicolas Céard, l’ingénieur qui a conçu la route du Simplon entre 1801 et 1805.